# 甲斐康浩
甲斐 康浩（かい やすひろ、1968年4月30日 -）は福岡県大牟田市出身の日本の柔道家。現役時代は95kg級の選手。身長173cm。

## 来歴
東海大第五高校3年の時にインターハイ重量級で優勝すると、新人体重別でも優勝を飾った。
東海大学に入学すると、1年の時には学生優勝大会で早くも優勝に貢献すると、2年の時には体重別で優勝を飾った。3年からは2年連続で学生優勝大会の優勝に貢献した。4年の時には体重別で2年ぶりに優勝すると、北京アジア大会でも優勝を果たした。
1991年に大学を卒業すると新日鉄所属となった。体重別決勝では日本大学の賀持道明を破って2連覇するものの、世界選手権代表には選出されなかった。1992年には講道館杯と体重別で優勝してバルセロナオリンピック代表に選ばれた。また、全日本選手権にも出場して、準決勝で小川直也に合技で敗れたものの3位となった。バルセロナオリンピックでは2回戦でオランダのテオ・メイヤーに背負投で有効を取られて敗れると、敗者復活戦でもロシアのドミトリー・セルゲイエフに肩固で敗れて7位に終わった。1993年には体重別で4連覇を達成して世界選手権代表になるが、3回戦でブラジルのアウレリオ・ミゲルに警告で敗れると、その後の3位決定戦でもドイツのマルク・マイリングに注意で敗れて5位にとどまった。現役引退後は新日鉄の監督を経て、2007年から東海大第五高校の監督になった。現在は東海大学付属市原望洋高校に勤務している。

## 戦績
- 1985年 - 金鷲旗 2位
- 1985年 - 新人体重別 3位
- 1986年 - 全国高校選手権 2位
- 1986年 - インターハイ 優勝
- 1986年 - 新人体重別 優勝
- 1987年 - 講道館杯 2位
- 1987年 - 学生優勝大会 優勝
- 1987年 - 体重別 2位
- 1987年 - 正力杯 2位
- 1988年 - 講道館杯 3位
- 1988年 - 体重別 優勝
- 1988年 - 学生優勝大会 2位
- 1989年 - アジア選手権 2位
- 1989年 - 講道館杯 優勝
- 1989年 - 学生優勝大会 優勝
- 1989年 - 体重別 3位
- 1990年 - 講道館杯 優勝
- 1990年 - 学生優勝大会 優勝
- 1990年 - 体重別 優勝
- 1990年 - アジア大会 優勝
- 1990年 - 正力杯 優勝
- 1990年 - 嘉納杯 3位
- 1991年 - 講道館杯 3位
- 1991年 - 体重別 優勝
- 1992年 - フランス国際 5位
- 1992年 - 講道館杯 優勝
- 1992年 - 全日本選手権 3位
- 1992年 - 体重別 優勝
- 1992年 - バルセロナオリンピック 7位
- 1993年 - 講道館杯 2位
- 1993年 - 体重別 優勝
- 1993年 - 世界選手権 5位
- 1994年 - 体重別 3位

(出典、JudoInside.com)。